# شایریل اوستین
شایریل اوستین (انگلیسی: Shyril O'Steen؛ زادهٔ ۵ اکتبر ۱۹۶۰) قایقران روئینگ اهل ایالات متحده آمریکا است.
وی در مسابقات کشوری و بین‌المللی در مجموع برندهٔ ۱ مدال طلا شده است.